# Ferzan Özpetek
Ferzan Özpetek (Istanbul, 3 febbraio 1959) è un regista, sceneggiatore e scrittore turco naturalizzato italiano.

## Biografia
Ferzan Özpetek nasce il 3 febbraio 1959 a Istanbul, nella mahalle di Fenerbahçe del distretto asiatico di Kadıköy, da una famiglia della borghesia locale, imparentata per via materna con due pascià. Dopo gli studi liceali si oppone alla volontà paterna, che avrebbe voluto che completasse la sua formazione negli Stati Uniti, e ottiene, grazie all'appoggio della madre, di trasferirsi come studente universitario a Roma nel 1976, per studiare Storia del cinema alla Sapienza, dove conseguirà il titolo di studio, frequentando corsi di Storia dell'arte e del costume all'Accademia di Costume e di Moda e corsi di regia all'Accademia nazionale d'arte drammatica. Dopo alcune esperienze in teatro con il Living Theatre di Julian Beck, riesce ad avvicinarsi al mondo del cinema, iniziando a collaborare come assistente e aiuto regista con Massimo Troisi, Maurizio Ponzi, Ricky Tognazzi, Sergio Citti e Francesco Nuti. Il suo primo lavoro come aiuto regia è in Scusate il ritardo (1983) di Troisi, seguito da Son contento di Ponzi, in cui ha una piccola esperienza come attore, interpretando un madonnaro. Sempre con Maurizio Ponzi è aiuto-regista nei film Il tenente dei carabinieri e Noi uomini duri (1987), Anche i commercialisti hanno un'anima (1994). Sempre nel 1994 è aiuto di Marco Risi ne Il branco.
Nel 1996 invece collabora con Ricky Tognazzi nel film Vite strozzate, che anticipa il suo debutto come regista.

### Il debutto conIl bagno turco
Il suo debutto cinematografico come regista avviene nel 1997 con il film Il bagno turco (Hamam), una co-produzione tra Italia, Spagna e Turchia. Il film, uscito nelle sale cinematografiche nel maggio 1997, riscuote grande successo di critica e pubblico, ottenendo svariati premi e venendo presentato alla 50ª edizione del Festival di Cannes, nella sezione Quinzaine des Réalisateurs. Oltre a Cannes, il film è stato presentato ad altri festival internazionali e venduto in oltre 20 paesi in tutto il mondo.
Nel 1999 realizza Harem Suare, ambientato nella sua terra natale, raccontando la tormentata storia d'amore tra la favorita del sultano, Safiye, e l'eunuco Nadir, sullo sfondo della caduta dell'Impero ottomano. La storia viene scritta dallo stesso Özpetek in collaborazione con Gianni Romoli, che produce il film assieme a Tilde Corsi e alla loro R&C Produzioni. Anche questo secondo film ottiene un buon riscontro di pubblico e critica, venendo presentato nella sezione Un Certain Regard del Festival di Cannes 1999 e successivamente proiettato al London Film Festival e al Toronto International Film Festival.
Nel 2001 dirige Le fate ignoranti, interpretato da Margherita Buy e Stefano Accorsi, una commedia agrodolce che affronta temi a lui molto cari come l'amicizia e l'omosessualità. Il film ottiene un grande successo al botteghino, dimostrandosi come uno dei più importanti titoli del 2001. Le fate ignoranti vince numerosi premi, tra cui 3 Globi d'oro e 4 Nastri d'argento e Margherita Buy viene candidata ai David di Donatello.

### La finestra di fronte
Nel 2003 è la volta del film La finestra di fronte, interpretato da un cast che comprende Giovanna Mezzogiorno, Raoul Bova, Filippo Nigro e Massimo Girotti, alla sua ultima interpretazione. Anche questo ottiene un grande riscontro di pubblico e critica, vincendo tra l'altro 5 David di Donatello, 3 Nastri d'argento, 4 Ciak d'oro e 3 Globi d'oro. Grazie al successo in Italia e in Europa, il film approda anche negli Stati Uniti, distribuito da Sony Pictures Classics.
Con la collaborazione, ormai costante, di Gianni Romoli e Tilde Corsi, nel 2005 realizza Cuore sacro. Il film ottiene un minor successo rispetto ai precedenti lavori, dividendo la critica. Ciò nonostante il film ottiene dodici candidature ai David di Donatello, vincendo il premio per la miglior attrice protagonista, Barbora Bobulova, e per la miglior scenografia.
Nel 2007 viene distribuito nelle sale Saturno contro: il film si caratterizza per un cast che comprende Pierfrancesco Favino, Luca Argentero, Filippo Timi, Isabella Ferrari e Ambra Angiolini, oltre a Margherita Buy e a Stefano Accorsi, con i quali aveva già lavorato ne Le fate ignoranti. Il film ottiene un buon successo, vincendo 4 Ciak d'oro, 5 Globi d'oro, 4 Nastri d'argento e un David di Donatello come miglior attrice non protagonista, assegnato ad Ambra Angiolini, alla sua prima esperienza come attrice cinematografica.

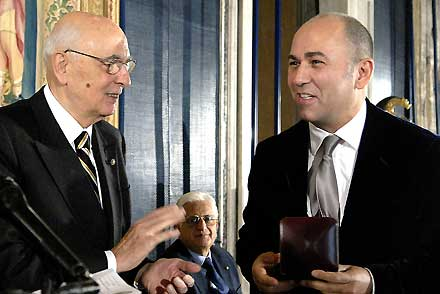
Il presidente della repubblica Giorgio Napolitano consegna a Özpetek il Premio De Sica nel 2007.

Nel 2007 fa parte della giuria della sezione ufficiale della 64ª Mostra internazionale d'arte cinematografica di Venezia, in seguito si dedica alla pubblicità, girando uno spot per l'Associazione italiana per la ricerca sul cancro, con protagonista Isabella Ferrari.

### Passaggio alla Fandango
Nel 2008 Özpetek termina il sodalizio artistico con Gianni Romoli e Tilde Corsi, affidandosi alla Fandango di Domenico Procacci; nello stesso anno, per la prima volta, lavora su un film non basato su una sua sceneggiatura, adattando per il grande schermo il romanzo corale di Melania Mazzucco Un giorno perfetto. Özpetek realizza un omonimo film interpretato da un nutrito cast, capeggiato da Isabella Ferrari e Valerio Mastandrea. La pellicola viene presentata in concorso alla 65ª Mostra internazionale d'arte cinematografica di Venezia, dividendo la critica, ottenendo però un discreto successo al botteghino, con un incasso di tre milioni di euro.
Nel dicembre 2008 il MoMa di New York dedica una retrospettiva al regista italo-turco, proiettando tutti i suoi sette film. È uno dei pochi registi italiani ad aver avuto questo onore.
Nell'aprile 2009 dirige il cortometraggio Nonostante tutto è Pasqua, segmento del progetto L'Aquila 2009 - Cinque registi tra le macerie, in cui diversi cineasti raccontano il terremoto dell'Aquila del 2009. Il cortometraggio di Özpetek viene dedicato ad Alessandra Cora, deceduta sotto le macerie della sua abitazione.

### Mine vaganti
Nel 2010 firma la regia di Mine vaganti, pellicola scritta a quattro mani con Ivan Cotroneo che affronta nuovamente i temi a lui molto cari dei legami personali e della sessualità raccontando le vicissitudini di una famiglia di imprenditori di Lecce. Per la prima volta il regista dirige un film fuori da Roma, città a cui è molto legato e nella quale ha ambientato molti dei suoi lavori. Mine vaganti è interpretato da un cast corale che comprende Riccardo Scamarcio, Alessandro Preziosi, Nicole Grimaudo, Ennio Fantastichini e molti altri. Il film è stato presentato fuori concorso alla 70ª edizione della Berlinale. Il 22 maggio 2010 la città di Lecce gli ha conferito la cittadinanza onoraria.
Nel 2011 per il film Mine vaganti il Bif&st di Bari gli ha assegnato il Premio Mario Monicelli per la migliore regia, il Premio Tonino Guerra per il miglior soggetto e il Premio Suso Cecchi D'Amico per la miglior sceneggiatura.

### Regia teatrale e primo romanzo
Il 28 aprile 2011 debutta alla regia teatrale con l'opera lirica Aida, portata in scena durante la stagione del Maggio Fiorentino. L'opera verdiana è stata diretta dal maestro Zubin Mehta con le scenografie del premio Oscar Dante Ferretti. Nello stesso anno ritira al Gay Village di Roma il Gay Village Award per la sezione cinema. Nel 2012, invece, cura la regia de La traviata, opera inaugurale della stagione lirica 2012-2013 del Teatro San Carlo a Napoli. Il 5 novembre 2013 viene pubblicato, da Mondadori, il suo primo romanzo, intitolato Rosso Istanbul. Rosso Istanbul è un romanzo autobiografico incentrato sul rapporto tra il regista e la madre.
Nel marzo 2014 esce nelle sale il suo decimo film, Allacciate le cinture. Si tratta di un film corale che mescola dramma e commedia interpretato da Kasia Smutniak, Francesco Arca e Filippo Scicchitano. Il film ha ottenuto un buon riscontro al botteghino, guadagnando oltre 4.500.000 di euro, e ha ottenuto undici candidature ai David di Donatello e sei ai Nastri d'argento. Nel novembre 2014 è il presidente di giuria della 32ª edizione del Torino Film Festival.

### Rosso Istanbule altri progetti
A marzo 2017 esce nelle sale il suo undicesimo film, Rosso Istanbul, basato sul suo primo e omonimo romanzo. Il film è girato a Istanbul con un cast composto interamente da attori turchi. Özpetek torna a girare un film a Istanbul 16 anni dopo Harem Suare. Sempre a Istanbul gira il videoclip per il brano È l'amore di Mina e Adriano Celentano, incluso nell'album Le migliori.
A fine 2017 esce il film Napoli velata, che ottiene un buon successo al botteghino. Nel 2019 esce La dea fortuna, nuovo lavoro cinematografico del regista. A marzo 2020 firma la regia del video di Tosca Ho amato tutto, brano presentato al Festival di Sanremo 2020. L'anno seguente dirige Claudia Gerini e Can Yaman in quattro spot della De Cecco, firma la regia della serie televisiva Le fate ignoranti e dirige il cortometraggio L'uomo che inventò il futuro con Filippo Nigro che serve a lanciare la piattaforma online di Banca Mediolanum. Nel contempo si dedica al teatro con gli spettacoli di Mine vaganti, Ferzaneide – Sono ia! e Magnifica presenza.
Nel 2023 esce Nuovo Olimpo.

### Diamanti
Nel 2024 esce Diamanti, in cui torna a lavorare con molte attrici già in altri suoi film. La vicenda si muove tra due epoche: il presente in cui un regista convoca le sue artiste preferite per realizzare un nuovo film sulle donne, e gli anni settanta che fanno da contorno alla storia di una delle sartorie di Roma.
L’anno seguente gira il cortometraggio Garatti sull’Orient Express.

## Vita privata
Il 27 settembre 2016, nella sala consiliare del Campidoglio di Roma, si unisce civilmente con il compagno Simone Pontesilli, con il quale già conviveva da quattordici anni.

## Posizioni
Attivamente impegnato per i diritti civili, ha più volte esplicitato ideologie progressiste, dicendosi favorevole all'aborto e all'eutanasia.

## Filmografia

### Regista e sceneggiatore
Cinema
- Il bagno turco (1997)
- Harem Suare (1999)
- Le fate ignoranti (2001)
- La finestra di fronte (2003)
- Cuore sacro (2005)
- Saturno contro (2007)
- Un giorno perfetto (2008)
- Mine vaganti (2010)
- Magnifica presenza (2012)
- Allacciate le cinture (2014)
- Rosso Istanbul (İstanbul Kırmızısı) (2017)
- Napoli velata (2017)
- La dea fortuna (2019)
- Nuovo Olimpo (2023)
- Diamanti (2024)

#### Televisione
- Le fate ignoranti, 8 episodi (2022)

#### Videoclip
- È l'amore (2017), di Mina feat. Adriano Celentano
- Luna diamante (2019), di Mina feat. Ivano Fossati
- Ho amato tutto (2020), di Tosca
- Buttare l'amore (2022), di Mina
- Povero amore (2023), di Mina

Pubblicità
- Pasta De Cecco (2021)
- Poste Energia (2023)

Cortometraggi
- Nonostante tutto è Pasqua (2009)
- 10 anni di Alta Velocità e Frecciarossa[32] (2019)
- L'uomo che inventò il futuro (2021)
- Instanbul Trilogy: Meze (2023)
- Instanbul Trilogy: Music (2023)
- Instanbul Trilogy: Muhabbet (2023)
- Garatti (2025)

### Produttore
- Cebimdeki Yabanci, regia di Serra Yılmaz (2018)

### Attore
- Son contento, regia di Maurizio Ponzi (1983)
- Willy Signori e vengo da lontano, regia di Francesco Nuti (1989)
- Diamanti (2024)
- La vita da grandi, regia di Greta Scarano (2025) - cameo

## Teatro
- Mine vaganti (2020-2024)
- Ferzaneide – Sono ia!, scritto, diretto e interpretato da Ferzan Özpetek (2021-2023)
- Magnifica presenza (dal 2024)

## Romanzi
- Rosso Istanbul, Mondadori, 2013,  p. 120, ISBN 978-88-04-63346-4.
- Sei la mia vita, Mondadori, 2015,  p. 228, ISBN 978-88-04-65301-1.
- Come un respiro, Mondadori, 2020, pp. 168, ISBN 978-88-04-71985-4.
- Cuore nascosto, Mondadori, 2024, pp. 204, ISBN 978-88-04-74585-3.

## Riconoscimenti
- David di Donatello
  - 2003 – Miglior film per La finestra di fronte
  - 2003 – Candidatura al miglior regista per La finestra di fronte
  - 2003 – Candidatura alla migliore sceneggiatura per La finestra di fronte
  - 2003 – David Scuola per La finestra di fronte
  - 2005 – Candidatura al miglior film per Cuore sacro
  - 2005 – Candidatura al miglior regista per Cuore sacro
  - 2005 – Candidatura alla migliore sceneggiatura per Cuore sacro
  - 2008 – Candidatura al David Giovani per Saturno contro
  - 2010 – Candidatura al miglior film per Mine vaganti
  - 2010 – Candidatura al miglior regista per Mine vaganti
  - 2010 – Candidatura alla migliore sceneggiatura per Mine vaganti
  - 2012 – Candidatura al miglior regista per Magnifica presenza
  - 2014 – Candidatura al miglior regista per Allacciate le cinture
  - 2018 – Candidatura al miglior regista per Napoli velata
  - 2020 – Candidatura alla migliore sceneggiatura originale per La dea fortuna
  - 2020 – Candidatura al David Giovani per La dea fortuna
  - 2025 – David dello spettatore per Diamanti
- Nastro d'argento
  - 2001 – Miglior soggetto per Le fate ignoranti
  - 2003 – Candidatura al miglior soggetto per La finestra di fronte
  - 2007 – Miglior sceneggiatura per Saturno contro
  - 2010 – Migliore commedia per Mine vaganti
  - 2012 – Candidatura al miglior soggetto per Magnifica presenza
  - 2014 – Candidatura al regista del miglior film per Allacciate le cinture
- Ciak d'oro
  - 2007 – Miglior regista per Saturno contro[33]
  - 2012 – Miglior regista per Magnifica presenza[34]
  - 2020 – Miglior Film per La dea fortuna
  - 2023 - Miglior regista per Nuovo Olimpo[35][36]
  - 2024 - Miglior regista per Diamanti[37]
- Italian Film Festival
  - 2020 – Miglior film per La dea fortuna[38]
- Festival internazionale del cinema di Adalia
  - 1997 - Miglior regista per Il bagno turco (Hamam)
  - 1997 - Miglior film per Il bagno turco (Hamam)